# Objecte d'aprenentatge
El concepte d'objecte d'aprenentatge, de l'anglès learning object, s'ha popularitzat per a fer referència als recursos per a l'aprenentatge que es preparen per a reutilitzar-los. Aquesta preparació la poden fer els mateixos autors del recurs, però també pot ser una adaptació de recursos previs per a fer-los més reutilitzables.
Un objecte d'aprenentatge és un recurs digital preparat especialment per a formar part de cursos o altres experiències formatives. Un exemple senzill d'això és el d'una pàgina web que explica com es resolen equacions de primer grau . Un altre de més complex pot incloure activitats interactives amb sons, orientades a fer que els més petits apreciïn la música clàssica i s'hi introdueixin . No obstant això, hi ha alguna cosa més que el simple propòsit educatiu que fa que un determinat recurs web es consideri un objecte d'aprenentatge: l'orientació a reutilitzar-lo.
Un objecte d'aprenentatge és:
- Una entitat informativa digital desenvolupada per a la generació de coneixement, habilitats i actituds que té sentit en funció de les necessitats del subjecte i que es correspon amb la realitat.
- "Un recurs digital que pot ser reutilitzat per a ajudar en l'aprenentatge."[1]
- "Una entitat, digital o no digital, que pot ser usada per a l'aprenentatge, educació o entrenament"[2]
- "Fragments interactius de e-learning, orientats a la Web i dissenyats per a explicar un objectiu d'aprenentatge independent"[3]
- "Una entitat digital, autocontenible i reutilitzable, amb un clar propòsit educatiu, constituït per almenys tres components interns editables: continguts, activitats d'aprenentatge i elements de contextualització. A manera de complement, els objectes d'aprenentatge cal que tinguen una estructura (externa) d'informació que facilite la seua identificació, emmagatzemament i recuperació: les metadades"(Chiappe, Segovia, & Rincon, 2007).[4]

## Per què cal pensar en objectes d'aprenentatge?
La idea de reutilització de recursos per a l'aprenentatge és antiga, tant com la mateixa institucionalització de l'ensenyament. Els llibres i els altres materials sempre han estat recursos (físics) reutilitzables. Dins de l'entorn digital i, sobretot, de les xarxes de comunicació digitals com Internet, els recursos educatius es poden reutilitzar una vegada i una altra, i combinar per a conformar recursos més complexos i barats de produir. Aquest és el punt clau pel qual és important pensar en termes d'objectes d'aprenentatge.

### Objectes d'aprenentatge i reutilització
El procés de creació dels recursos educatius digitals no implica per força la creació des de zero (que també es pot fer), sinó més sovint el descobriment de recursos existents i la modificació, adaptació o combinació d'aquests recursos per obtenir-ne de nous. La reutilització d'aquests nous elements i la possibilitat de tornar a assemblar-los a voluntat per a construir-hi nous materials en el futur és el que ha fet que l'enfocament dels objectes d'aprenentatge sigui el més àmpliament acceptat en l'aplicació de les tecnologies de la informació a l'educació. Aquest model es basa a fragmentar els continguts en unitats modulars independents -anomenades comunament objectes d'aprenentatge- que es poden reutilitzar en contextos diferents i amb propòsits diferents.
El diccionari de la llengua espanyola defineix reutilitzar com "[u]tilizar algo, bien con la función que desempeñaba anteriormente o con otros fines". No obstant això, el mer ús d'un contingut digital que ja existeix no és una cosa nova (es fa des del començament del Web i la resta de sistemes semblants de distribució digital); les qualitats diferencials que justifiquen la consideració del paradigma dels objectes d'aprenentatge són les dues següents:
1. La reutilització es basa en l'ús i creació de metadades, descripcions externes als mateixos recursos. Sense aquestes metadades no hi ha novetat en els objectes d'aprenentatge, ja que ens trobarem, simplement, amb un cas de reutilització de continguts en el Web, cosa habitual des dels seus orígens.
2. Les metadades, si es proporcionen en el format adequat, permeten desenvolupar eines que facilitin la cerca i ajudin a manipular els objectes d'aprenentatge.

### Justificació econòmica dels objectes d'aprenentatge
El nul cost de reproducció dels materials digitals, i l'àmbit global de les xarxes, fa possible avui dia una forma de reutilització qualitativament diferent de la reutilització de recursos digitals existents.
Abans de prosseguir, però, examinarem una reflexió que, respecte a l'economia d'objectes d'aprenentatge, aporta Stephen Downes, un dels autors més influents en l'àrea:
"[…] hi ha milers de col·legues i universitats que imparteixen […] cursos d'introducció a la trigonometria. Cada curs de trigonometria en cadascuna d'aquestes institucions descriu, per exemple, la funció sinus. Com que les propietats de la funció sinus no canvien d'una institució a una altra, podem assumir que la descripció que proporcionen les diferents institucions és més o menys la mateixa. Així, ens trobem amb milers de descripcions similars de la funció sinus. Suposem que totes les institucions decideixen posar el seu curs d'introducció a la trigonometria en línia. […] El resultat seran milers de descripcions similars de la funció sinus disponibles en línia […].
El món no necessita milers de descripcions similars de la funció sinus disponibles en línia, sinó una (o una dotzena a tot estirar). El motiu és evident: es pot accedir a qualsevol contingut educatiu disponible en línia, per exemple la descripció de la funció sinus, des de qualsevol lloc del món. Fins i tot si només creéssim una peça de material didàctic així, hi podrien accedir les milers d'institucions que imparteixen els mateixos materials. Afegim-hi que els continguts educatius no són barats de produir: una simple pàgina web, feta per un professor de matemàtiques, pot costar centenars de dòlars. Si hi incloem gràfics i una petita animació, el preu serà el doble […].
Una peça de material didàctic completament interactiva pot arribar a costar 1.000 dòlars. Si 1.000 institucions comparteixen aquest producte, el cost serà d'1 dòlar per institució, però si cadascuna produeix un objecte com aquest, el cost global serà d'1 milió de dòlars. Per només una lliçó d'un curs."
És difícil afegir res a l'eloqüent descripció de Downes. En aquesta descripció es posa un èmfasi clar en el cost de producció dels materials, i les economies generades per la reutilització. Segons altres autors, modelar els continguts didàctics en forma d'objectes d'aprenentatge proporciona un benefici molt important en termes de cost, temps de desenvolupament i eficàcia de l'aprenentatge. Entre aquestes altres descripcions, destaquem les dues següents:
- Facilitat per a actualitzar, buscar i gestionar els continguts. Les metadades (informació sobre la informació) proporcionen informació valuosa sobre els recursos sense haver-ne d'avaluar el contingut, cosa que en facilita la gestió. Una analogia habitual és l'etiqueta d'un iogurt: si no hi fos, faria falta obrir tots els iogurts d'una nevera fins a trobar-ne un de maduixa, perquè és impossible d'una altra manera saber-ne el contingut. En aquest cas, les metadades del iogurt (gust, data de caducitat, etc.) són a l'etiqueta.
- Increment del valor dels continguts. Des d'un punt de vista de negoci, el valor del contingut augmenta cada vegada que es reutilitza, ja que s'eviten costos de disseny i desenvolupament i alhora augmenten les possibilitats de vendre continguts que es poden utilitzar en diferents contextos.

Per tant, sembla clar que la reutilització proporciona certs beneficis relacionats amb el cost. No obstant això, hi ha criteris tècnics que, com veurem, complementen aquests beneficis i que d'alguna manera hi estan associats.
L'article original de Stephen Downes sobre l'economia de la reutilització d'objectes d'aprenentatge a què pertany la citació d'aquest text va ser publicat en The International Review of Research in Open and Distance Learning (IRRODL) el 2001 i es pot consultar aquí Arxivat 2015-04-02 a Wayback Machine..

### Justificació tècnica dels objectes d'aprenentatge
L'ús d'objectes d'aprenentatge permet reduir el temps emprat en la cerca i l'accés als recursos didàctics, i facilita així la creació de nous continguts en format electrònic. Per tant, es pot considerar que, a més de les raons econòmiques, hi ha raons tècniques significatives que justifiquen el disseny de recursos didàctics en forma d'objectes d'aprenentatge reutilitzables:
- Flexibilitat. Si el material es dissenya des d'un principi per a reutilitzar-lo en diversos contextos, serà més fàcil de reutilitzar que altres materials dissenyats a la manera tradicional, ja que aquests últims s'haurien d'adaptar a cada nou context.
- Personalització. Els recursos dissenyats per a reutilitzar-los són ideals per a elaborar materials didàctics a mida. Els materials reutilitzables faciliten l'elaboració i planificació de l'aprenentatge basat en capacitats, un model en auge que representa una alternativa a la formació tradicional. Aquest model propugna l'adquisició de certes competències, independentment de la disciplina a què pertanyin.
- Uniformitat. Reutilitzant materials validats per l'organització es garanteix la uniformitat en els continguts. Així, un objecte d'aprenentatge que conté informació biogràfica sobre un personatge històric permet a una companyia garantir que la informació sobre aquest personatge serà sempre la mateixa, independentment del curs de formació seguit pels seus treballadors (suposant que es fa referència a aquest personatge en diversos cursos de formació).
- Rapidesa. Els materials reutilitzables acceleren el procés de creació de nous continguts, ja que eliminen la necessitat de crear des de zero els materials una vegada i una altra.

L'adquisició de competències independentment del context significa que si un programador d'una empresa que desenvolupa programari financer necessita aprendre els fonaments dels mètodes numèrics d'interpolació pugui seguir un curs en què només s'ensenya això. L'alternativa tradicional és seguir un curs complet sobre mètodes numèrics que amb tota seguretat inclourà diverses famílies de mètodes i que possiblement no aprofundirà prou en allò que necessita aquesta persona (els mètodes d'interpolació). Comparar, doncs, un ensenyament personalitzat basat en competències amb aquest curs és com comparar un vestit fet a mida amb la moda prêt-à-porter dels grans magatzems.